# Yves Chaland
Yves Chaland (* 3. April 1957 in Lyon; † 18. Juli 1990) war ein französischer Zeichner und Comicbuchautor. Er prägte um 1980 den „Atomstil“, der sich visuell auf die 1950er Jahre bezog.

## Biographie
Mit 17 Jahren veröffentlichte Yves Chaland seine ersten Comicstrips im Fanzine Biblipop. 1975 kam mit Lo Parisenc en Vacanças sein erster längerer Comic heraus. Während des Studiums produzierte er zusammen mit Luc Cornillon das Fanzine L'Unité de Valeur. Durch diese Arbeit wurde Jean-Pierre Dionnet auf sie aufmerksam, der Chaland und Cornillon 1978 mit der Produktion einer Reihe von Comic-Kurzgeschichten für die Erwachsenencomic-Zeitschrift Métal hurlant beauftragten. Für diese zeichneten sie zunächst parodistische Nachahmungen von Comics der 1950er Jahre. Diese erschienen schließlich im Sammelband Captivant. Chaland entwickelte auf den Seiten von Métal hurlant in der Folge seine bekannteren Comiccharaktere wie Bob Fish (1980), Adolphus Claar (1981) und Freddy Lombard, alle gezeichnet im nostalgisch wie futuristisch anmutenden 1950er-Jahre Stil, inzwischen „style atome“ genannt.
1981 kolorierte Chaland die ersten beiden Folgen von Der Incal, dem Werk seines Kollegen Moebius. 1982 kreierte Chaland die Figur Klein Albert, ein arglistiger und bösartiger Brüsseler Taugenichts in der Kriegs- und Nachkriegszeit. Ferner zeichnete Chaland eine Geschichte für die Serie Spirou. Seine Zeichnungen erschienen dem Verlag Dupuis jedoch zu nostalgisch, sodass es zunächst bei dieser einen Geschichte blieb. Erst 1990 folgte mit Stählerne Herzen eine zweite. In den 1980er Jahren fertigte Chaland viele Werbegrafiken an. Im Alter von 33 Jahren starb er 1990 zusammen mit seiner Tochter bei einem Verkehrsunfall.
Yves Chaland zählt zu den bedeutendsten Vertretern der neuen Ligne claire und prägte als ihre Abwandlung den „Atomstil“. Dabei ergänzt er den klassischen, von Hergé geprägten Zeichenstil um ironische Elemente in der Erzählebene. Auf Deutsch erschienen seine Werke Die Abenteuer von Freddy Lombard ab 1985 über mehrere Jahre beim Carlsen Verlag, die Werke Klein Albert sowie Spirou und Fantasio: Stählerne Herzen dagegen bei X für U. Teilweise erschienen Neuauflagen bei anderen Verlagen.

## Bibliografie
- Lo Parisenc en Vacanças, 1975
- Captivant, 1979 mit Luc Cornillon
- Bob Fish, 1980
- John Bravo, 1980
- Die Abenteuer von Freddy Lombard (Les Aventures de Freddy Lombard), 1981–1990, 5 Bände, Band 3–5 mit Szenarien von Yann
- Adolphus Claar, 1982
- Spirou et Fantasio: Spirou au Bocongo, 1982
- Klein Albert (Le Jeune Albert), 1985
- Spirou und Fantasio: Stählerne Herzen (Spirou et Fantasio: Cœurs d'Acier), 1990